# イタリア学会
イタリア学会（イタリアがっかい、イタリア語: Associazione di Studi Italiani in Giappone）は、イタリア研究の発展と普及に寄与することを目的として設立された日本の学術団体。イタリアの言語、文学、歴史、美術、教育など、イタリア学全般を対象としている。
1950年6月に、京都大学でイタリア文学を担当していた野上素一らが中心になって創設された。
機関紙『イタリア学会誌 Studi Italici』の発行や年次総会の開催などの活動を行っている。学会誌はJ-STAGEにて公開されている（外部リンクの節参照）。
2019年、若手研究者を対象とするイタリア学会奨励賞を創設。学会誌に掲載された論文から、2年ごとに選出される。
2020年、日本学術会議会員の任命問題が表面化すると500以上の学会・団体が声明を発表。なかでもイタリア学会の声明は、深い学識に富んだ文章が反響を集めた。

## 歴代会長
イタリア学会の歴代の会長は以下の通り。
- 野上素一 (1951年度 - 1975年度）
- 清水純一（1976年度 - 1977年度：会長代理、1978年度 - 1981年度）
- 池田廉（1982年度 - 1985年度）
- 西本晃二（1986年度 - 1989年度）
- 秋山余思（1990年度 - 1991年度）
- 岩倉具忠（1992年度）
- 阿部史郎（1993年度：会長代理、1994年度 - 1997年度）
- 佐藤三夫（1998年度 - 1999年度）
- 米川良夫（2000年度 - 2001年度）
- 藤村昌昭（2002年度 - 2005年度）
- 長神悟（2006年度 - 2009年度）
- 天野恵（2010年度 - 2013年度）
- 高田和文（2014年度 - 2017年度）
- 大黒俊二 (2018年度 - 2019年度)
- 藤谷道夫 (2020年度 - 2023年度[8])
- 小林満（2024年度[9] - ）